# Гађо (термин)
У ромској култури, гађо (мушки) или гађи (женски род) је особа која нема Романипен, или није етнички Ром или не живи у оквиру ромске културе. Често се користи за обраћање или означавање суседа који живе у њиховој заједници или веома близу. Горја, која се често пише Горгер, је англороманска варијација речи Гађо.

## Етимологија
Порекло речи није познато, једна теорија сматра да потиче од проторомске речи „сељак” и да има исти корен као и ромска реч гав (село). У Шпанији, у калу, сленг као гачо или гачи добија уопштено значење „мушкарац, момак” или „жена, девојка”. У португалском језику речи гајо и гаја потичу из ромског језика и користе се у свакодневном неформалном језику и односе се на мушкарца и жену, у употреби сличној „момак” на енглеском. Реч газим се ретко користи у бразилском португалском језику са значењем чудна или страна жена, верује се да потиче од речи гађо. Термин гаџ на шкотском језику који је раније користила само заједница Рома и путника, од 20. века је у општој употреби. Углавном се користи у Единбургу и Дингволу и представља човека којег говорник не познаје добро. У Дандију је то више пежоративни израз који се односи на лоше образовану особу која се бави хулиганизмом или ситним криминалом.